# Velleron
Velleron település Franciaországban, Vaucluse megyében. Lakosainak száma 3138 fő (2022. január 1.). Velleron L’Isle-sur-la-Sorgue, Pernes-les-Fontaines, Saint-Saturnin-lès-Avignon és Le Thor községekkel határos.

## Népesség
A település népessége az elmúlt években az alábbi módon változott:
| Lakosok száma | 2918 | 2943 | 3003 | 2960 | 2967 | 2976 | 3030 | 3084 | 3138 |
|               | 2013 | 2015 | 2016 | 2017 | 2018 | 2019 | 2020 | 2021 | 2022 |